# Klerofašismus
Klerofašismus je fašismus řízený klérem (duchovenstvem) nebo ideologický konstrukt kombinující prvky fašistické s katolickou náboženskou tradicí.

## Historie vzniku
Vznik pojmu klerofašismus (clerico-fascismo) je zřejmě spojen s počátkem dvacátých let 20. století v Itálii a frakcí katolické strany PPI (Partito Popolare Italiano, Italská strana lidová), která se rozhodla podpořit Benita Mussoliniho a jeho režim. Historik Walter Laquer vidí kořeny pojmu klerikální fašismus ještě starší, dokonce předcházející Mussoliniho Pochod na Řím (říjen 1922), u „skupiny katolických věřících v Severní Itálii, která obhajovala syntézu katolicismu a fašismu“.
Politolog Roger Griffin varuje před „hyperinflací klerofašismu“. Užití pojmu by podle něj mělo být striktně omezeno pro „specifické formy politiky, které vznikají, když klerikové a profesionální teologové jsou buďto vtaženi do spolupráce se sekulární ideologií fašismu (dělo se tak zvlášť v meziválečné Evropě), nebo řidčeji, sami vytvářejí teologicky nekorektní koktejl hluboce náboženských přesvědčení s fašistickým předsevzetím spasit národ nebo rasu před dekadencí a úpadkem“.
Prolínání katolické a fašistické ideologie bylo poměrně rozšířené i v Československu třicátých let 20. století, přinejmenším na rovině publicistické. Je spojeno se jmény Jaroslava Durycha, Jana Scheinosta, Bohdana Chudoby či Rudolfa Iny Malého. V části případů šlo o vnímání fašismu jako „spásné“ třetí cesty mezi liberální demokracií a komunismem, která má zachránit katolickou civilizaci.

## Klerofašistické režimy
Označování konkrétních režimů za klerofašistické je problematické a je předmětem častých sporů. Jako příklady klerofašistických režimů se uvádějí Slovenský stát Jozefa Tisa, ustašovské Chorvatsko Ante Paveliće, vláda Engelberta Dollfusse v Rakousku, ale také Španělsko pod vládou Francisca Franca. Franco učinil tzv. národní katolicismus (nacionalcatolicismo) jedním z pilířů své ideologie, ale fašisté tvořili jen jednu část z jeho podporovatelů.